# Geología de Hong Kong
La geología de Hong Kong está dominada por rocas ìgneas (incluyendo rocas graníticas y rocas volcánicas) formadas durante un periodo de erupción volcánico importante en la era Mesozoica. Compuesta por  85% de la superficie terrestre de Hong Kong y el restante 15% mayoritariamente por rocas sedimentarias localizdas en el nordeste Nuevos Territorios. Hay también un porcentaje muy pequeño (menos de 1%) de rocas metamórficas en Nuevos Territorios. Estas están formados por la deformación de rocas sedimentarias preexistentes que cambiaron sus ensamblajes minerales (metamorfismo).
La historia geológica de Hong Kong empezó tan temprano como el periodo Devónico (hace ~420 millones de años) el cual está marcado por el descubrimiento de fósiles de Placodermi (un pez  Devónico) al noreste Hong Kong. Mientras las rocas más jóvenes en Hong Kong están formadas durante el periodo Paleógeno ( aproximadamente 50 millones de años ). Hoy son expuestos en Tung Ping Chau  al noreste Hong Kong.
Cada uno de los tres tipos de rocas: igneous, sedimentary, y las rocas metamórficas formaron características geológicas espectaculares en Hong Kong. Las rocas ígneas formaron las columnas hexagonales en Sai Kung. Las rocas sedimentarias formaron varias características de erosión como plataformas cortadas por olas y  pilas de mar en Tung Ping Chau. Las rocas metamórficas formaron los depósitos de mena del hierro en Ma En Shan. Cada uno de estos será introducido en posteriore secciones.
En términos de geología estructural, las fallas en Hong Kong principalmente están corriendo del nordeste al suroeste. Características de deformación como rocas cortadas, pliegues y rocas con fallas se pueden encontrar en fallas importantes cercanas como los bancos del Canal de Tolo. Algunas estructuras como el enjambre de dique de Latau y la caldera deformada, evidencian la actividad de fallas pasadas. Las fallas han dado forma al paisaje de Hong Kong. (Ve más en la sección de "Fallas")

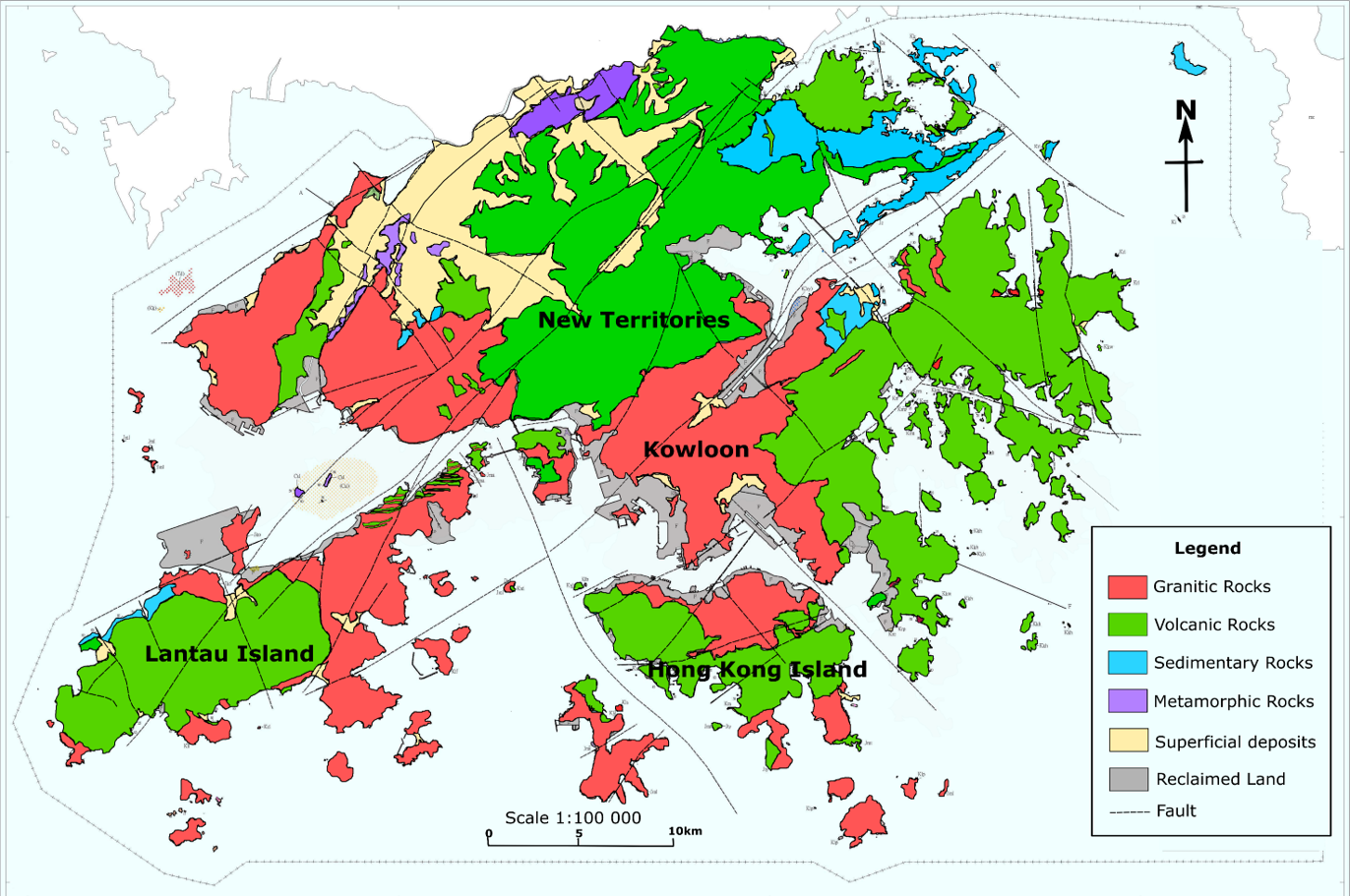
[Higo.1] Mapa Geológico de Hong Kong que muestra la distribución de fallas y tipos de rocas diferentes en Hong Kong. Modificación del Departamento de Desarrollo de Ingeniería Civil, HKSAR.

## Evolución geológica
La historia geológica de Hong Kong es principalmente dividido a tres periodos. Del Devónico al temprano Jurásico es el periodo pre-volcánico sedimentario. El entorno de Hong Kong alternó entre una llanura de río y un encuadre de mar superficial. Las rocas de este periodo están caracterizadas por una variedad de fósiles, estratos fuertemente plegados y lechos muy inclinados. Más tarde, del medio Jurásico al periodo temprano Cretácico, Hong Kong experimentó un periodo volcánico. Está marcado por la cobertura masiva de lava volcánica, ceniza, y rocas graníticas. Desde el medio Cretácico en delante,  es el periodo sedimentario post-volcánico. Está representado por rocas sedimentarias de un color rojizo que indican un clima tropical árido durante la deposición.
Las principales unidades de roca en Hong Kong se muestran por orden cronológico en la tabla siguiente.
| Periodo                                               | Formaciones representativas   | Tipos de rock dominante                              | Entorno de deposición | Notas                                                                                    |
| ----------------------------------------------------- | ----------------------------- | ---------------------------------------------------- | --------------------- | ---------------------------------------------------------------------------------------- |
| Devonian (ca. 416 - 359 millones de años viejos)      | Formación de Cabeza del risco | Pardusco plegado sandstone                           | Canales de río        | El rock más viejo en Hong Kong, la edad determinada por Placoderm fósiles                |
| Carboniferous (ca. 359 - 299 millones de años viejos) | Yuen Formación larga          | Blanco o greyish mármol                              | Marino                | metamorphosed En Mesozoic periodo volcánico, mena de hierro formado en Ma En Shan mina   |
| Carboniferous (ca. 359 - 299 millones de años viejos) | Lok Ma Chau Formación         | metasandstones Y siltstone camas de grafito          | deltaic Ciénagas      | metamorphosed En Mesozoic periodo volcánico                                              |
| Permian (ca. 299 - 252 millones de años viejos)       | Tolo Formación de puerto      | siltstone, sandstone, conglomerado                   | tidal Orilla          | Más viejo ammonoid fósiles en Hong Kong                                                  |
| Triassic (ca. 252 - 201 millones de años viejos)      | Desaparecido                  | N/Un                                                 | N/Un                  |                                                                                          |
| Jurassic (ca. 201 - 145 millones de años viejos)      | Tolo Formación de canal       | Negro mudstone, gris siltstone                       | Marine superficial    |                                                                                          |
| Jurassic (ca. 201 - 145 millones de años viejos)      | Tuen Mun Formación            | Andesitic Lava y cristal tuff breccia                | Volcánico arc         | El periodo volcánico empezó aquí.                                                        |
| Jurassic (ca. 201 - 145 millones de años viejos)      | Tsuen Wan Grupo volcánico     | Cristal de ceniza tosca tuff                         | Atrás-arc volcán      | Cubierto una área grande en Territorios Nuevos                                           |
| Jurassic (ca. 201 - 145 millones de años viejos)      | Lantau Grupo volcánico        | rhyolite Con cristales más grandes (porphoritic)     | Atrás-arc volcán      | Relacionado con Lantau caldera y dyke enjambre, cubrió la mayoría de Lantau isla         |
| Cretaceous (ca. 145 - 66 millones de años viejos)     | Formación de Davis del monte  | Cristal de ceniza tosca tuff                         | Atrás-arc volcán      | Relacionado con Kowloon granito                                                          |
| Cretaceous (ca. 145 - 66 millones de años viejos)     | Formación de Isla alta        | Ceniza buena tuff                                    | Atrás-arc volcán      | Formado junta columnar hexagonal                                                         |
| Cretaceous (ca. 145 - 66 millones de años viejos)     | Kau Sai Chau Grupo volcánico  | lapilli Aguantando tuff con rhyolitic bandas         | Atrás-arc volcán      | El periodo volcánico acabó aquí                                                          |
| Cretaceous (ca. 145 - 66 millones de años viejos)     | Pat Pecado Leng formación     | Ceniza y conglomerado rojizos que aguantan sandstone | Llanura de río        | Las cenizas volcánicas mezcladas con deposiciones, el color rojo mostró un clima árido   |
| Cretaceous (ca. 145 - 66 millones de años viejos)     | Formación de Isla portuaria   | Conglomerado rojizo y sandstone                      | Llanura de río        |                                                                                          |
| Paleogene (ca. 66 - 23 millones de años viejos)       | Ping Chau Formación           | Carbonato de calcio que aguanta siltstones           | Lago                  | Mar stacks y ondulatorio-cortar las plataformas están encontradas en Ping Chau formación |

## Rocas Ígneas
La geología de Hong Kong está dominada por rocas ígneas. Son rocas  asociadas a erupciones volcánicas. Durante el medio Jurásico al periodo temprano Cretáceo, Hong Kong estaba justo en el límite de la frontera de borde convergente donde la placa oceánica del Paleo-Pacífico se subducía debajo de la Placa continental eurásica. La placa oceánica llevó agua de mar  a la corteza inferior caliente, lo cual redujo el punto de fusión de la corteza. Por lo tanto, la corteza se fundió parcialmente y se formó el magma. El magma se elevó y formó una cámara de magma bajo la superficie. Por tanto se formaron volcanes por encima de la cámara de magma. Cuando entró en erupción, se expulsaron ceniza volcánica, piezas de rocas, y algo de magma. Estos materiales finalmente se enfriaron y se convirtieron en rocas volcánicas. Estas rocas enfriaron deprisa una vez  llegaron a la superficie de la Tierra. Los cristales minerales de estas rocas son, por tanto, muy pequeños.
Las rocas volcánicas están ampliamente distribuidas en Hong Kong (áreas verdes en la Fig.1). Formaron la mayoría de las montañas más altas en Hong Kong, como Tai Mo Shan (957 m, la montaña más alta) y Lantau Peak (934 m, la segunda montaña más alta). En la parte oriental de Hong Kong, estas rocas volcánicas forman juntas columnares de enfriamiento hexagonales. Se pueden ver desde el embalse de High Island y las islas cercanas. Estas áreas figuran como parte del Geoparque Mundial de la UNESCO de Hong Kong.
En el periodo temprano Cretáceo (Hace aproximadamente 140 millones de años), las actividades volcánicas cesaron. El magma caliente en la cámara magmática finalmente se enfrió y se convirtió en rocas graníticas. Este magma se enfrió despacio bajo la superficie del suelo. Los cristales minerales son por tanto bastante grandes para ser vistos.
Las rocas graníticas cubren aproximadamente el 35% de la superficie de tierra de Hong Kong (área roja en Fig.1). Se distribuyen principalmente en Kowloon, al norte de la Isla de Hong Kong, al este de Lantau, y Tuen Mun. Las rocas graníticas formaron el puerto de la Victoria, donde Hong Kong recibe su nombre  como el "puerto perfumado".

### Juntas de refrigeración columnares hexagonales Sai Kung

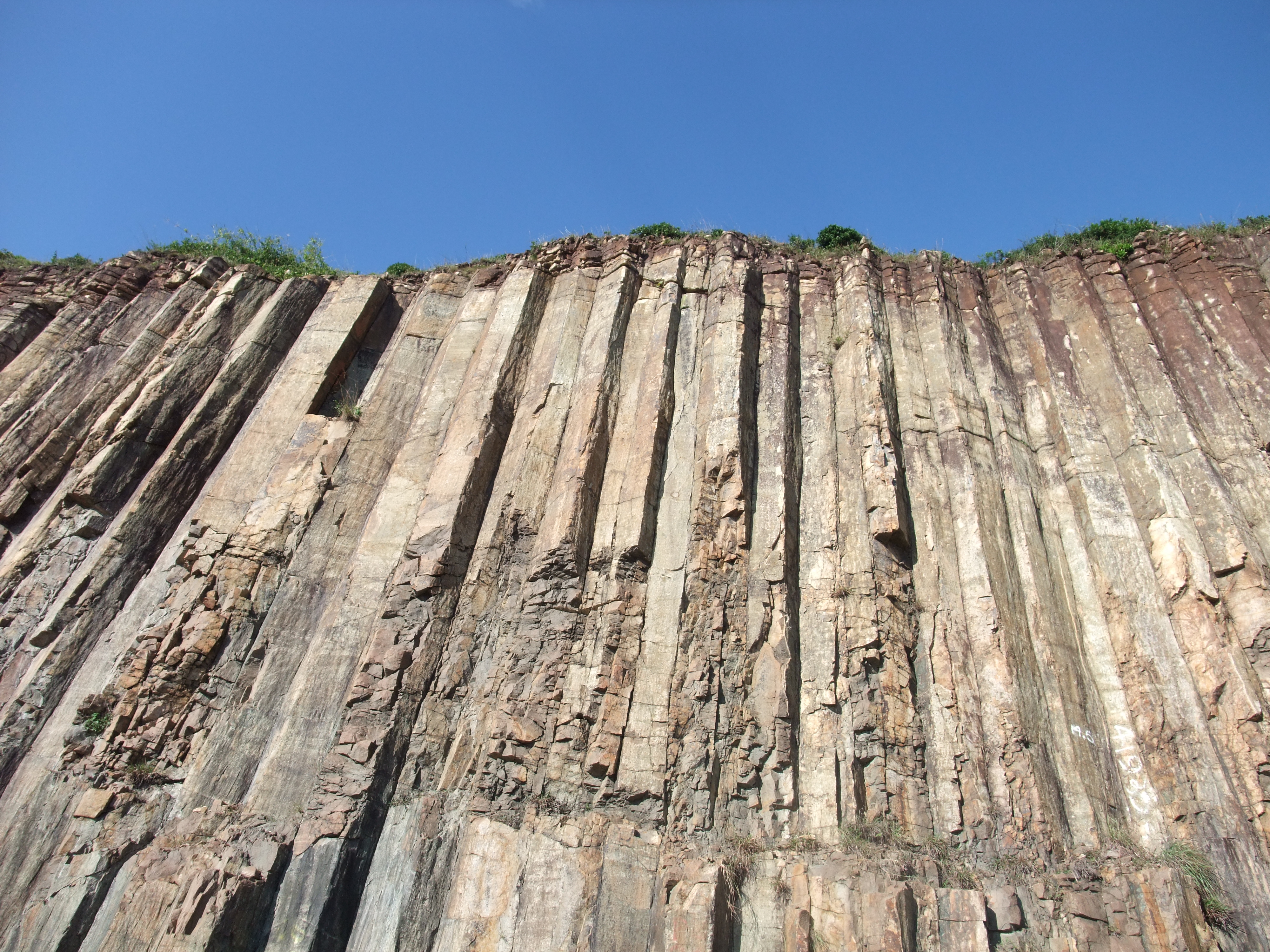
Juntas de enfriamiento columnares hexagonales en la presa este del embalse de High Island

Las juntas columnares hexagonales son grietas verticales paralelas  que se forman cuando los materiales volcánicos homogéneos se enfrían y contraen uniformemente hacia adentro a un punto central de contracción. En el periodo Cretácico temprano,  había un volcán centrado al este de la península de Sai Kung. La erupción final del volcán fue explosiva y el cuarto de magma se vació. Perdió apoyo en su núcleo y colapsó. Los restos se convirtieron en una caldera con un diámetro de aproximadamente 20 km. La gran cantidad de ceniza volcánica producida en esta erupción finalmente se depositó en esta caldera y formó una capa gruesa de ceniza viscosa caliente. La ceniza caliente finalmente se enfrió. Entonces cada columna empezó a contraerse hacia adentro. Cuándo cada lado del hexágono  se contrae uniformemente hacia el centro, se  forman grietas regulares de forma hexagonal. Empezando de la parte superior,  las grietas se desarrollaron hacia abajo. Finalmente se crearon los pilares.
Se estima que el número total de las columnas hexagonales en Hong Kong es de 200 000, que cubren 100 kilómetros cuadrados. Los diámetros de las columnas varían de 1 a 3 metros donde la mayoría de las columnas están inclinadas y están inclinadas hacia el noroeste a unos 80 grados. Algunas columnas, como aquellos en la presa del este del embalse de High Island, están curvadas por la fuerza tectónica, lo que muestra la naturaleza dúctil de las columnas
Las columnas hexagonales en Hong Kong son de color marrón claro debido a su química rica en sílice. Contiene aproximadamente un 76% de sílice. Comparado con columnas en el resto del mundo las cuáles son en su mayorìa basálticas o andesíticas (bajo contenido de sílice), un grupo tan grande de columnas hexagonales ricas en sílice bien preservado ricas es muy raro. Las columnas hexagonales son, por tanto, la característica más importante del Geoparque Mundial de la UNESCO de Hong Kong.

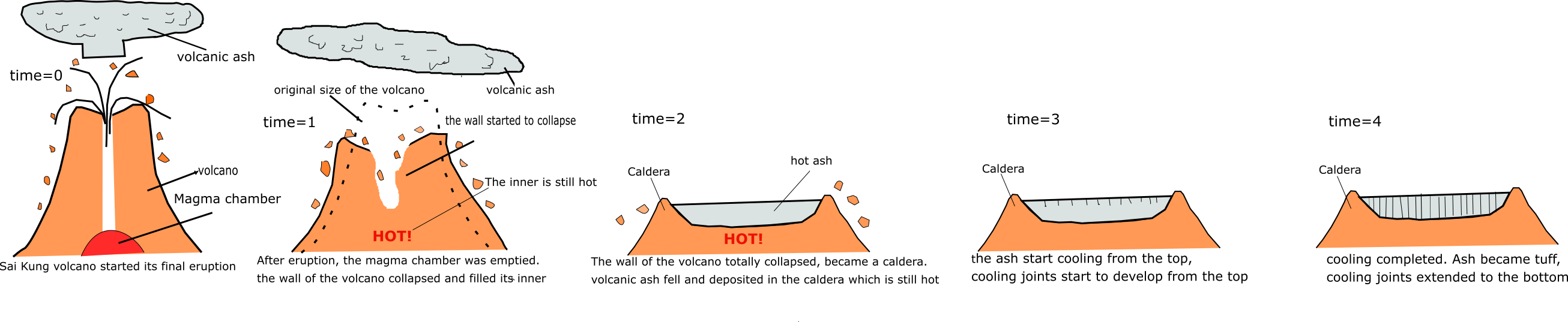
Diagrama que muestra el proceso de formación de las articulaciones columnares en Sai Kung

### Rock de león y Kowloon granito

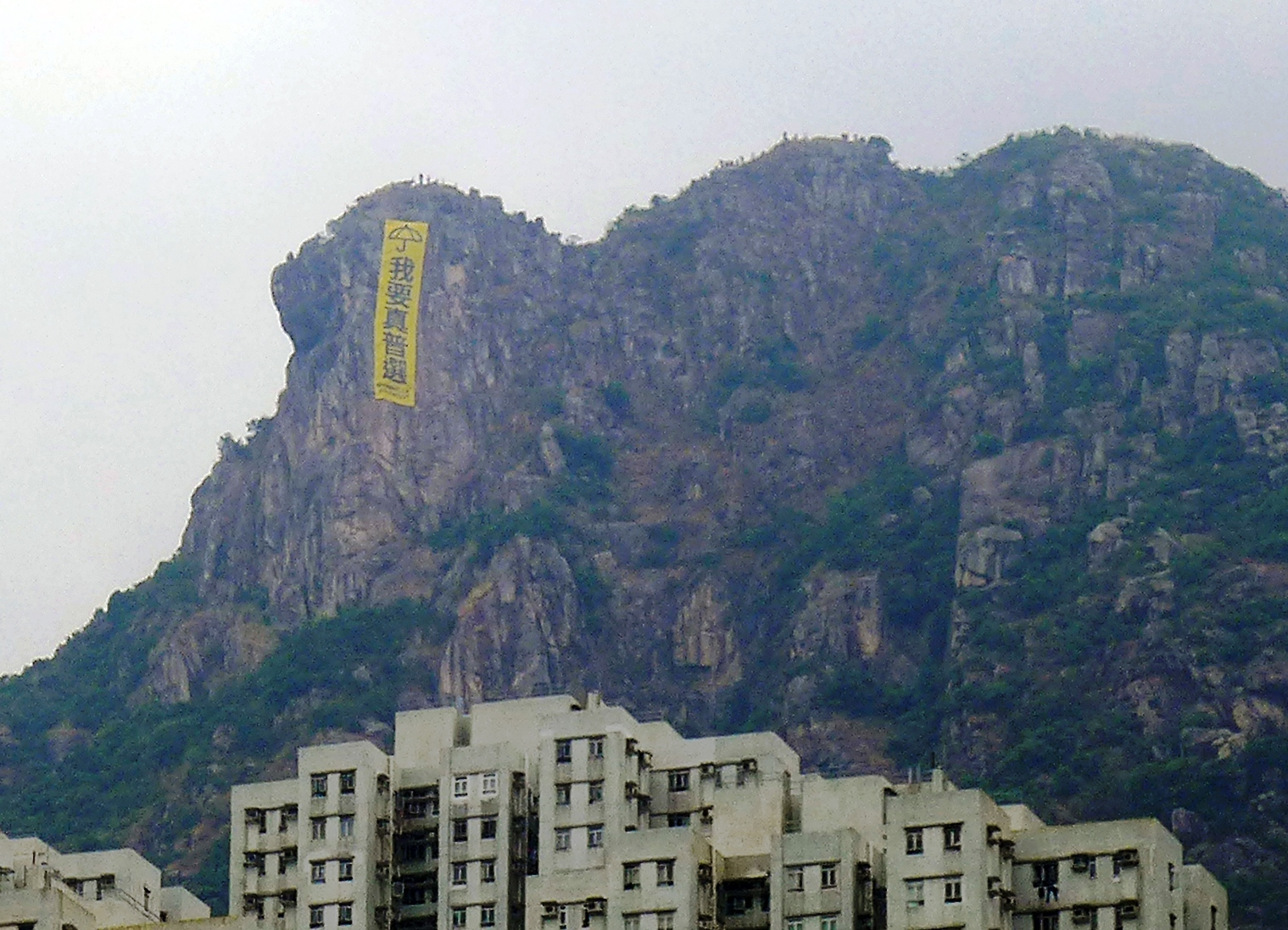
Lion Rock visto desde Kowloon

Lion Rock está localizado en el del norte de la Península de Kowloon. Su aspecto se parece a un león acostado que a menudo se utiliza como símbolo y punto de referencia de la ciudad de Hong Kong. Lion Rock de León es parte  del granito de Kowloon que cubre Kowloon, Puerto Victoria y el norte de la Isla de Hong Kong. La parte media del granito de Kowloon estuvo sometido a un desgaste más intenso , formando el Puerto Victoria, donde Hong Kong comenzó su desarrollo. Al del norte de Kowloon, el granito formaba el Lion Rock y las colinas que se alinean a lo largo del límite norte de Kowloon. La mayoría de los edificios a los lados del Puerto Victoria están asentandos sobre el granito de Kowloon.
El granito de Kowloon exhibe una forma circular que rodea el Puerto Victoria Puerto, y está rodeado por rocas volcánicas. Las rocas volcánicas están orientadas de tal manera que rodean el granito circular de Kowloon. Durante el periodo Cretáceo temprano,se levantó un magma en forma de bola. Empujó y deformó las rocas volcánicas circundantes hacia afuera y formó las interesantes orientaciones de sus rocas volcánicas circundantes.

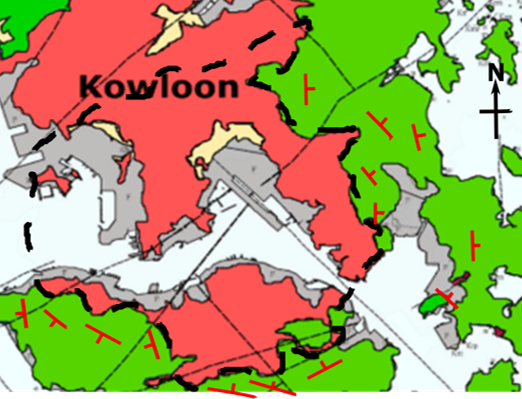
Circular shaped granitic rock (marcado por dashed líneas) está rodeado por rocas volcánicas deformadas con huelgas interesantes que se parece a la forma del granito. Los símbolos rojos son símbolos de huelga de la inmersión.

## Rocas sedimentarias
Las rocas sedimentarias cubren alrededor del 15% de la superficie terrestre de Hong Kong. Se forman por deposición de sedimentos como arena, barro, esqueletos de especies marinas y guijarros, etc. A medida que se depositaron más y más sedimentos en capas, las capas más viejas se comprimen por el peso de las capas más jóvenes de arriba, finalmente se endurecen y se convierten en rocas sedimentarias. Las rocas sedimentarias no deformadas siempre forman capas horizontales. Sin embargo, si se deforman, las rocas sedimentarias pueden formar estructuras de deformación como pliegues que registran actividades tectónicas. Los fósiles a menudo se conservan mejor en rocas sedimentarias.
En Hong Kong, las rocas sedimentarias más antiguas provienen del período Devónico (hace ~ 416 millones de años), fechadas por fósiles de Placoderm (un pez Devónico) descubiertos en la formación Bluff Head en el noreste de Nuevos Territorios . Las rocas sedimentarias más jóvenes provienen del Paleógeno (hace ~ 50 millones de años) en Tung Ping Chau, en el extremo noreste de Hong Kong.

### Características de la erosión de Tung Ping Chau

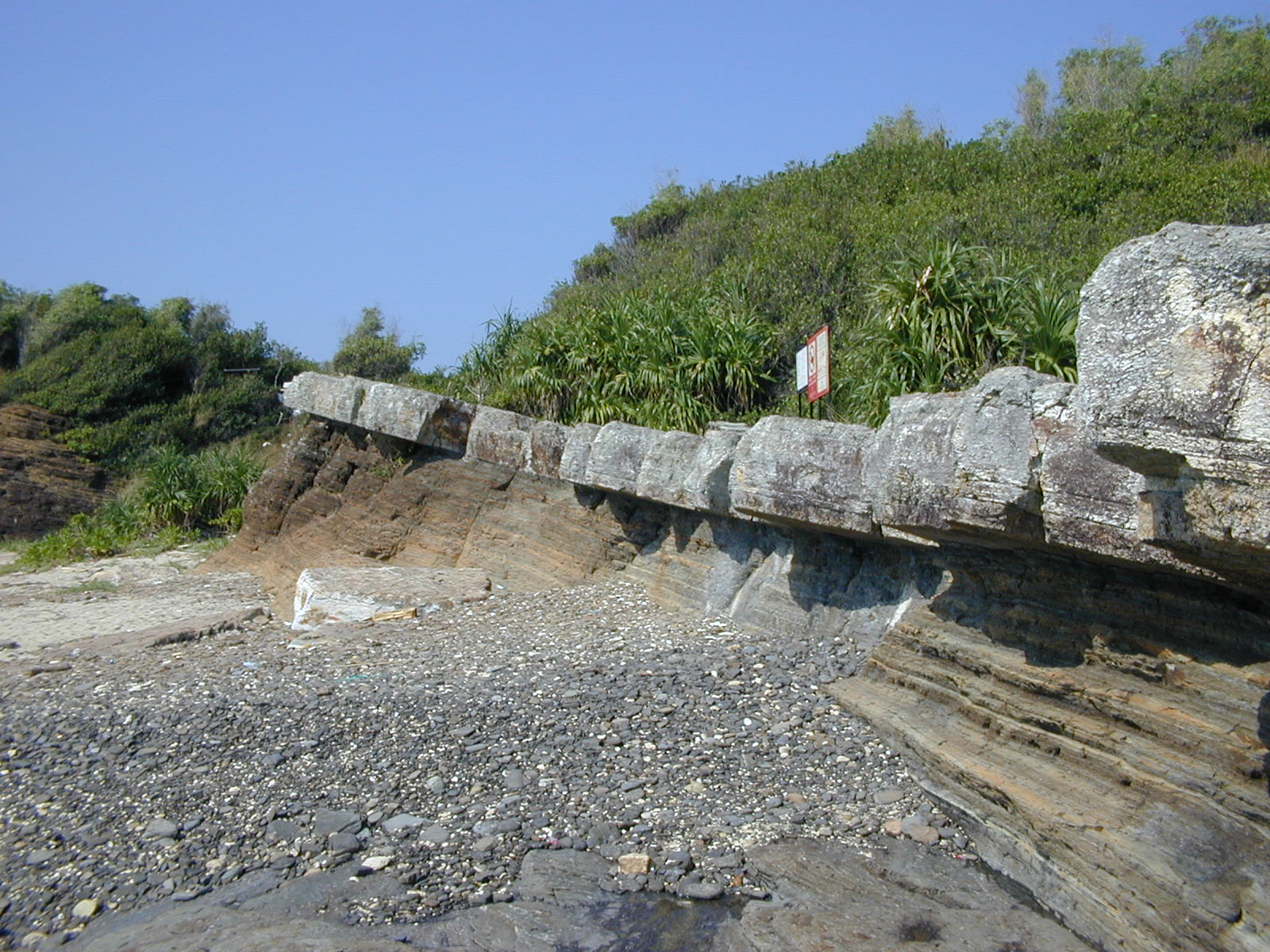
Foto de Lung Lok Shui, Tung Ping Chau. Una capa de pedernal gris (la columna vertebral del dragón) sobre las capas de limolitas parduscas.

Tung Ping Chau, en cantonés, significa isla plana oriental. Es una isla en forma de media luna situada en el extremo noreste de Hong Kong. Su forma "plana" es causada por las capas planas de rocas sedimentarias. La isla es famosa por sus espectaculares características de erosión, como farallones y plataformas cortadas por olas. "Lung Lok Shui", que significa dragón entrando en el agua, es una estructura famosa que semeja la espalda de un dragón que se extiende hacia el mar. La estructura contiene una capa de pedernal que es más resistente a la erosión que las rocas circundantes. Esto formó una capa sobresaliente de sílex grisáceo que parecen las vértebras de un dragón. 
Las rocas de Tung Ping Chau son de color marrón rojizo y de grano fino. Esto refleja un clima cálido y húmedo durante el Paleógeno que aumenta la oxidación del hierro en la roca y un agua tranquila que deposita sedimentos finos. Los fósiles de plantas terrestres y evaporitas en rocas en Tung Ping Chau indican que podría ser un lago salino durante el Paleógeno.

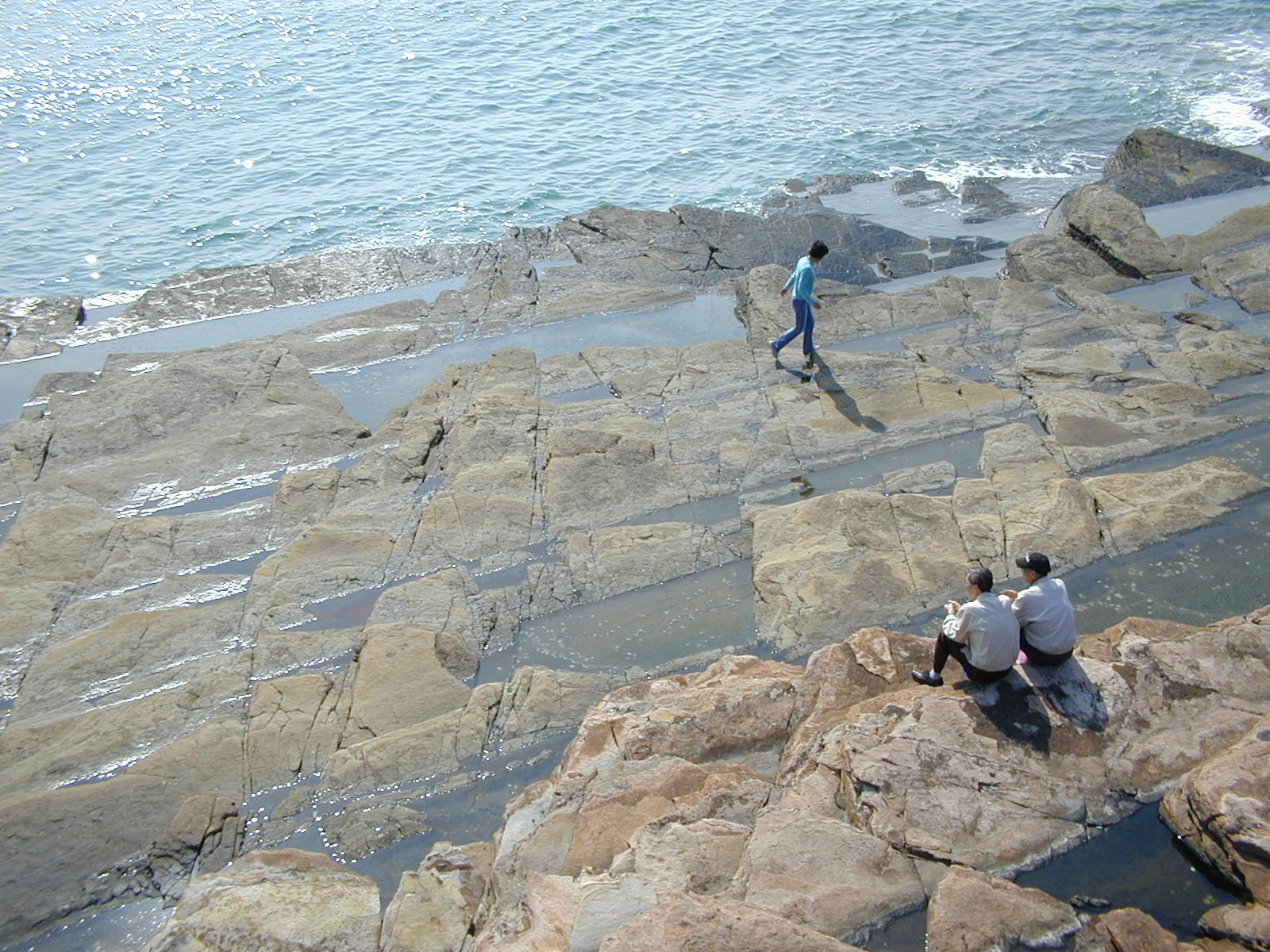
Plataforma de corte de onda en Tung Ping Chau

### Ma Shi Chau

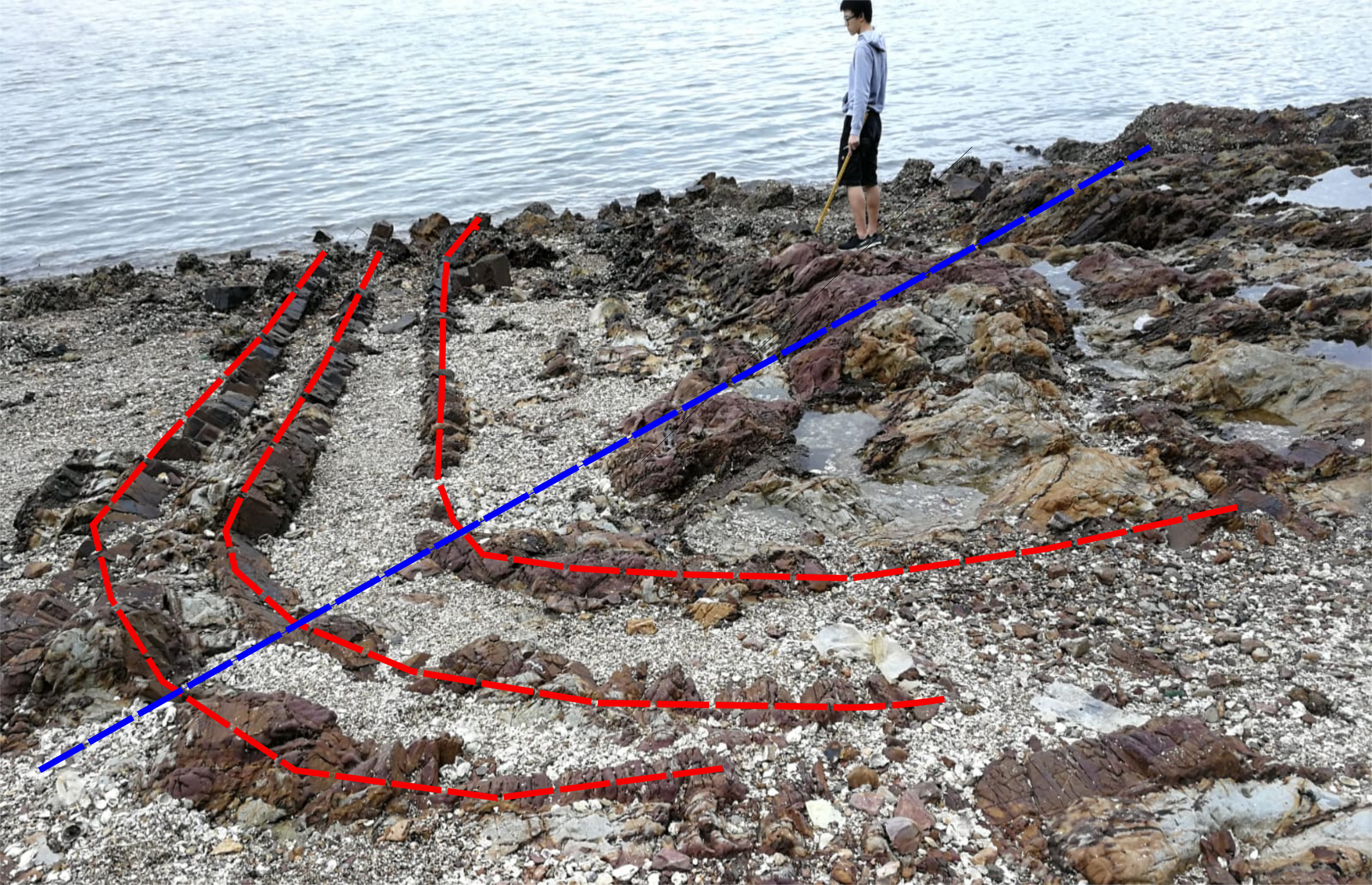
Un pliegue en Ma Shi Chau, Hong Kong. Las líneas rojas muestran las extremidades, la línea azul muestra el eje.

Ma Shi Chau es una isla de mareas en el puerto de Tolo en el noreste de Nuevos Territorios. Es un área especial importante para estudios geológicos. Contiene rocas de tres formaciones diferentes: rocas sedimentarias del Pérmico, rocas volcánicas del Cretácico Inferior y rocas sedimentarias del Cretácico Medio. Se encontraron fósiles de amonoides, corales y bivalvos en las rocas sedimentarias negras del Pérmico. Capas de finos depósitos de cenizas volcánicas formaron las capas tobáceas de color gris claro intercaladas con los sedimentos parduscos del Cretácico. Ma Shi Chau está muy cerca de una falla mayor (falla del canal Tolo). Por lo tanto, las rocas de Ma Shi Chau están sujetas a deformaciones por actividades de fallas. En Ma Shi Chau se pueden observar varias estructuras deformadas como pliegues, bandas retorcidas, microfaultos y rocas cortadas.

## Rocas metamórficas
Las rocas metamórficas constituyen menos del 1% de la superficie terrestre de Hong Kong. Se encuentran en Lok Ma Chau cerca de la frontera con Shenzhen, Ma On Shan y Yuen Long . Sin embargo, las rocas metamórficas en Ma On Shan y Yuen Long solo se vieron en pozos . Las rocas metamórficas son rocas sedimentarias o rocas ígneas que se alteran a altas temperaturas y presiones pero que no se derriten. Los átomos se reorganizan y se forman nuevos minerales. Las rocas metamórficas en Hong Kong son todas rocas sedimentarias alteradas formadas en el período Carbonífero. Luego, hasta la actividad volcánica del Jurásico medio, se formaron cámaras de magma que se inmiscuyeron en rocas más antiguas. El calor del magma junto con los movimientos activos a lo largo de las principales fallas en Hong Kong, crearon un ambiente de alta temperatura y presión, lo que provocó la alteración de las capas sedimentarias del Carbonífero relativamente más antiguas. Las rocas en Lok Ma Chau se convirtieron en rocas meta-sedimentarias y filitas, que eran rocas metamórficas de bajo grado. Esto indica que las rocas de Lok Ma Chau no se alteraron mucho. Sin embargo, las rocas de Ma On Shan y Yuen Long, que originalmente eran calizas, se convirtieron en un mármol de alta calidad. Estas rocas se vieron significativamente alteradas por la alta temperatura de las intrusiones de magma. 

### Ma On Shan Mineral de hierro
Se encontraron cuerpos de mineral de hierro en Ma On Shan. Ambos están ubicados cerca de un cuerpo granítico, donde existieron intrusiones de magma caliente durante el Jurásico tardío. El magma caliente transportó minerales metálicos a la corteza desde el manto a medida que se elevaba. Los minerales metálicos se concentran en fluidos calientes cuando se introducen en las grietas de la piedra caliza Ma On Shan. El fluido concentrado caliente (fluido hidrotermal) desencadenó reacciones químicas. Este proceso finalmente produjo skarn, que es una roca alterada que transportaba los minerales metálicos concentrados.
La minería en Ma On Shan comenzó en 1906 y se volvió muy activa durante la Segunda Guerra Mundial para la producción de armas. Más tarde, en 1976, la mina se cerró debido a la caída de los precios de los metales. Hoy en día, los túneles mineros y el pozo minero todavía se pueden ver en Ma On Shan.

## Fallas

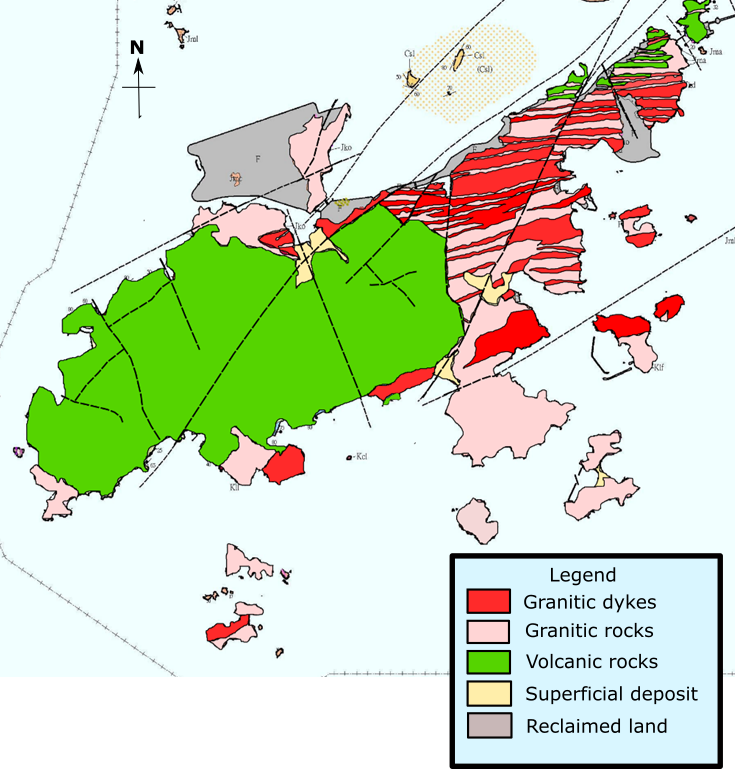
Un mapa geológico simplificado que muestra el enjambre de diques de Lantau y las fallas que delimitan el enjambre de diques. Modificado del Departamento de Desarrollo de Ingeniería Civil.

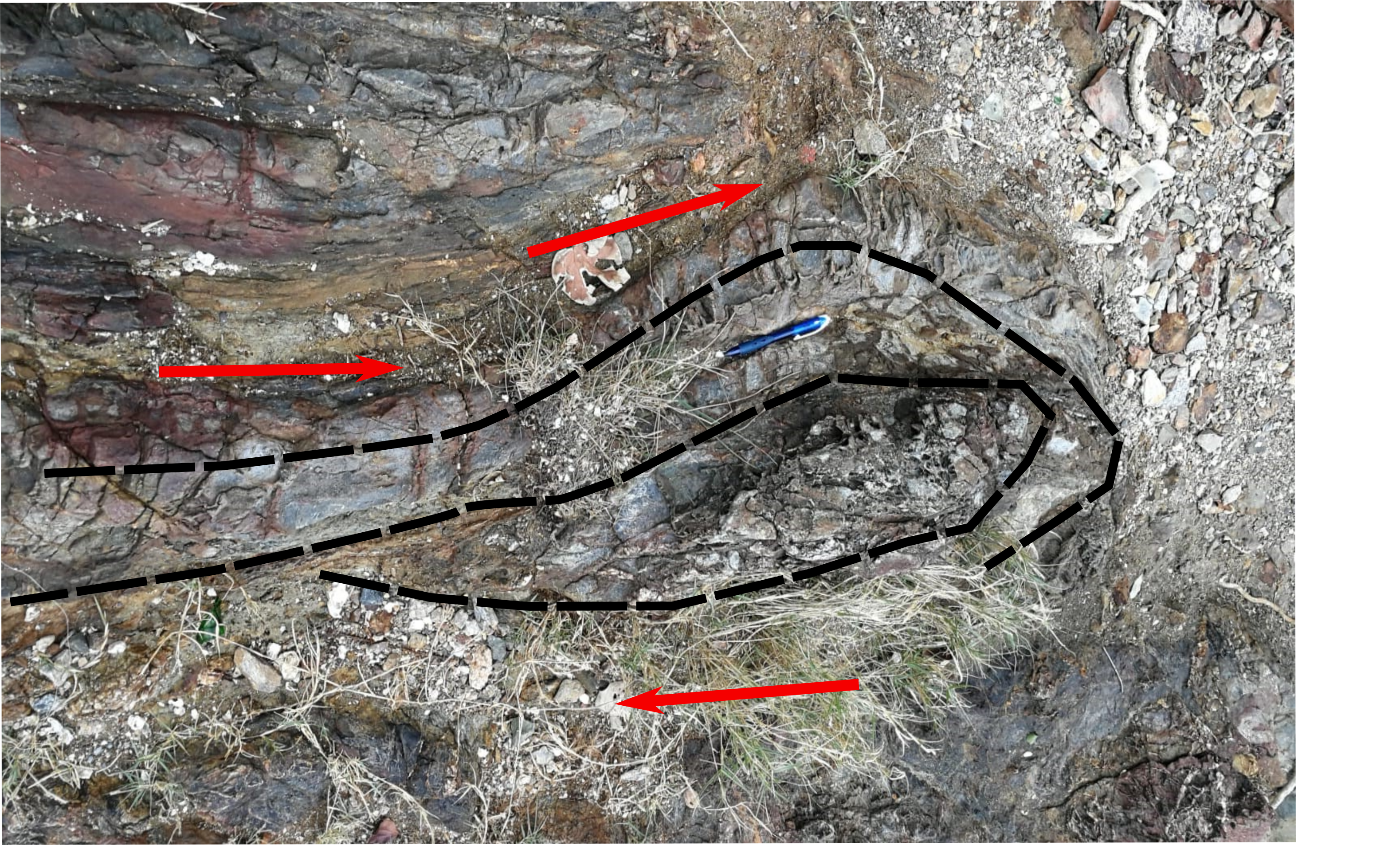
Un pliegue de arrastre formado por la capa superior moviéndose hacia la derecha, la capa inferior moviéndose hacia la izquierda. La capa intermedia se arrastra y se da vuelta, formando un pliegue de arrastre. Las flechas rojas mostraron la dirección del movimiento de la capa superior y la capa inferior. (Foto tomada en Nai Chung)

Las principales fallas de Hong Kong están orientadas al noreste-suroeste y noroeste-sureste (ver figura 1). Por lo general, tienen la misma orientación que los de la vecina provincia de Guangdong . Son parte de la zona de fallas de Lianhuashan que contiene fallas de orientaciones similares extendidas a lo largo de la costa sureste de China hasta Shanghái.
Aunque las fallas se registran a lo largo de la historia geológica conocida de Hong Kong, se considera que fueron más activas durante los períodos Jurásico al Cretácico, cuando predominaban las fallas de deslizamiento y empuje. Algunas fallas representan estructuras que estuvieron activas durante el período de actividad volcánica del Jurásico tardío al Cretácico temprano y facilitaron el ascenso del magma a la superficie. Las fallas en Hong Kong formaron características interesantes que se pueden rastrear para comprender sus actividades.

### Enjambre de diques de Lantau
El enjambre de diques de Lantau se encuentra en el este de la isla de Lantau . Es un grupo de láminas verticales de rocas formadas por magma y lava que fluyen hacia grietas con tendencia noreste en rocas graníticas preexistentes en la isla Lantau. Esas grietas estaban relacionadas con las fallas de tendencia noreste. La caldera de Lantau, que fue el centro volcánico del magma, también está delimitada por fallas y exhibe una forma alargada hacia el noreste. Estas estructuras registraron el movimiento de deslizamiento activo de las fallas de tendencia noreste en la isla Lantau durante el Jurásico tardío. (~ 148 millones de años atrás).

### Sistema de falla del canal de Tolo
El sistema de fallas del canal de Tolo es el sistema de fallas más largo de Hong Kong que se extiende desde el canal de Tolo en el noreste, atraviesa el río Shing Mun en Sha Tin y se extiende hasta el sureste de la isla de Lantau. Tiene aproximadamente 60 km de largo. Las huellas de desplazamientos y cizalladuras están bien conservadas en unidades rocosas a ambos lados del Canal de Tolo. Algunos ejemplos son las bandas retorcidas, los microacultos, las venas en Ma Chi Chau en la costa norte y las venas escalonadas, los pliegues de arrastre y las estructuras sigma en Nai Chung en la costa sur. Todas estas estructuras se encuentran en las rocas sedimentarias de la formación del Canal de Tolo del Jurásico medio y son rastros de eventos de cizallamiento. Representan el período más activo de los sistemas de fallas del Canal de Tolo durante las actividades volcánicas del Jurásico medio.